# Oxyodontus
Oxyodontus is een geslacht van kevers uit de familie van de loopkevers (Carabidae). De wetenschappelijke naam van het geslacht is voor het eerst geldig gepubliceerd in 1869 door Chaudoir.

## Soorten
Het geslacht Oxyodontus omvat de volgende soorten:
- Oxyodontus piliferus Louwerens, 1952
- Oxyodontus tripunctatus Chaudoir, 1869